# Сала, Энрик
Энрик Сала (Enric Sala; род. 26 ноября 1968, Герона, Испания) — испанский морской эколог, биоокеанолог, занимается вопросами восстановления экологии и продуктивности Мирового океана.
Доктор философии (1996), исследователь (explorer-in-residence) Национального географического общества, основатель и руководитель там проекта Pristine Seas («Нетронутые моря») (с 2008).
Член Королевского географического общества.
Лауреат Heinz Award (2018).

## Биография
Вырос в Испании на средиземноморском побережье, воспитанный на каталонском языке. В детстве его вдохновил Жак-Ив Кусто и он мечтал стать дайвером на его лодке.
Окончил Барселонский университет (бакалавр).
Степень доктора философии по экологии получил во Франции в Aix-Marseille University в 1996 году.
До перехода полностью в 2008 году в Национальное географическое общество, Сала сотрудничал в Spanish National Research Council и преподавал в Scripps Institution of Oceanography. В последнем — это Калифорнийский университет в Сан-Диего, он занимался исследованиями влияния антропогенного фактора на океан, в частности вопросами рыболовства и изменения климата.
Как говорит сам Э. Сала: «Я несколько лет был профессором в Калифорнийском институте, изучал влияние антропогенного фактора на океан. И вскоре пришел к выводу, что на постоянной основе занимаюсь тем, что пишу один большой некролог о морских обитателях. После этого решил уйти из науки и посвятить себя защите природы».
Благодаря усилиям основанного и возглавляемого им исследовательского и медийного проекта Pristine Seas («Нетронутые моря») создано 19 морских охраняемых территорий, некоторые из которых являются крупнейшими на планете, общей площадью более 5 миллионов квадратных километров.
Помимо родного каталонского, также владеет испанским, французским, итальянским и английским языками.
Сала полагает, что шестое массовое вымирание уже началось.
Автор более 120 научных публикаций. Среди его соавторов Paul K. Dayton.

## Отличия
- Aldo Leopold Leadership Fellow (2005)
- Pew Fellow, Marine Fellow, Pew Charitable Trusts[англ.] (2006)[12]
- Премия принцессы Астурийской (2006, в составе Национального географического общества)[13]
- Young Global Leader, World Economic Forum (2008)
- Research Award, Испанское географическое общество (2013)
- Lowell Thomas Award, Explorers Club (2013)
- Heroes Award, Environmental Media Association[англ.] (2013, первый удостоенный)[14]
- Heinz Award[англ.] (2018)[10]
- Blue Ocean Institute Award[15]